# Varazze
Varazze (ligur nyelven Vâże, Varaṡṡe vagy Varas̠s̠e) település Olaszországban, Liguria régióban, Savona megyében. Lakosainak száma 12 534 fő (2023. január 1.). Varazze Cogoleto, Stella, Celle Ligure és Sassello községekkel határos.

## Népesség
A település lakossága az elmúlt években az alábbi módon változott:
| Lakosok száma | 13 184 | 13 113 | 12 534 |
|               | 2017   | 2018   | 2023   |